# Zazie dans le métro (bande dessinée)
Pour les articles homonymes, voir Zazie dans le métro (homonymie).
Zazie dans le métro est une bande dessinée française réalisée par Clément Oubrerie, tirée du roman de Raymond Queneau Zazie dans le métro.
L'album a été publié par les éditions Gallimard en 2008, dans la collection Fétiche.